# Radek Vítek
Radek Vítek (Vsetín, 2003. október 24. –) cseh utánpótlás-válogatott labdarúgó, kapus, a Manchester United játékosa, de kölcsönben a Bristol City csapatánál szerepel.

## Pályafutása

### Klubcsapatokban
Vítek a cseh Sigma Olomouc akadémiáján kezdte pályafutását, tizenhat évesen. 2020. július 1-én a Premier League rekordbajnokához, a Manchester Unitedhez szerződött.
2024. januárjában, a cseh hálóőr kölcsönben az angol negyedosztályban szereplő Accrington Stanleyhez került a szezon végéig. Január 27-én mutatkozott be a ligában egy a Forest Green Rovers elleni 1–0-ás győzelem alkalmával.
2024. augusztus 21-én ismét kölcsönben, az osztrák Bundesligában szereplő Blau-Weiß Linz játékosa lett. Augusztus 25-én már be is mutatkozott, a Rapid Wien ellen védett a bajnokságban, kapott gól nélkül hozta le a 3–0-ás végeredményű találkozót. A szezon első felét négy kapott gól nélküli találkozóval zárta, 12 meccsen csak 13 gólt kapott.
2025. július 28-án három évvel meghosszabbította manchesteri szerződését, majd egy szezonra szóló kölcsönszerződést kötött a Bristol City csapatával.

## Statisztika
Frissítve: 2024. december 8.
| Csapat                          | Szezon              | Bajnokság           | Bajnokság | Bajnokság | Kupa | Kupa  | Ligakupa | Ligakupa | Nemzetközi | Nemzetközi | Egyéb | Egyéb | Összesen | Összesen |
| Csapat                          | Szezon              | Liga                | P.        | Gólok     | P.   | Gólok | P.       | Gólok    | P.         | Gólok      | P.    | Gólok | P.       | Gólok    |
| ------------------------------- | ------------------- | ------------------- | --------- | --------- | ---- | ----- | -------- | -------- | ---------- | ---------- | ----- | ----- | -------- | -------- |
| Manchester United U21           | 2020–2021           | Premier League U18  | 8         | 0         | 2    | 0     | —        | —        | —          | —          | —     | —     | 10       | 0        |
| Manchester United U21           | 2021–2022           | Premier League U18  | 11        | 0         | 6    | 0     | —        | —        | 6          | 0          | —     | —     | 26       | 0        |
| Manchester United U21           | 2021–2022           | Premier League 2    | 3         | 0         | 6    | 0     | —        | —        | 6          | 0          | —     | —     | 26       | 0        |
| Manchester United U21           | 2022–2023           | Premier League 2    | 16        | 0         | —    | —     | —        | —        | —          | —          | 1     | 0     | 17       | 0        |
| Manchester United U21           | 2023–2024           | Premier League 2    | 1         | 0         | —    | —     | —        | —        | —          | —          | 1     | 0     | 2        | 0        |
| Manchester United U21           | Utánpótlás összesen | Utánpótlás összesen | 39        | 0         | 8    | 0     | —        | —        | 6          | 0          | 2     | 0     | 55       | 0        |
| Manchester United               | 2022–2023           | Premier League      | 0         | 0         | 0    | 0     | 0        | 0        | 0          | 0          | —     | —     | 0        | 0        |
| Manchester United               | 2023–2024           | Premier League      | 0         | 0         | 0    | 0     | 0        | 0        | 0          | 0          | 0     | 0     | 0        | 0        |
| Manchester United               | Összesen            | Összesen            | 0         | 0         | 0    | 0     | 0        | 0        | 0          | 0          | 0     | 0     | 0        | 0        |
| Accrington Stanley (kölcsönben) | 2023–2024           | League Two          | 18        | 0         | —    | —     | —        | —        | —          | —          | —     | —     | 18       | 0        |
| Blau-Weiß Linz (kölcsönben)     | 2024–2025           | Bundesliga          | 10        | 0         | 2    | 0     | —        | —        | —          | —          | —     | —     | 12       | 0        |
| Összesen                        | Összesen            | Összesen            | 28        | 0         | 2    | 0     | 0        | 0        | 0          | 0          | 2     | 0     | 30       | 0        |

1. 1 2  Pályára lépések az FA Youth Cupban
2. 1 2  Pályára lépések az EFL Trophyban
3. ↑  A legtöbb pályára lépés ebben a kategóriában nem számít profi pályafutása részének. Angliában több utánpótlás-csapat is részt vesz felnőtt kiírásokban, így a szereplések egy része fel van tüntetve az összesítésben.

## Fordítás
Ez a szócikk részben vagy egészben  a   Radek Vítek című angol Wikipédia-szócikk fordításán alapul.  Az eredeti cikk szerkesztőit annak laptörténete sorolja fel. Ez a jelzés csupán a megfogalmazás eredetét és a szerzői jogokat jelzi, nem szolgál a cikkben szereplő információk forrásmegjelöléseként.